# Cushing (Schiff, 1979)
Die USS Cushing (DD-985) war ein zur Spruance-Klasse gehörender Zerstörer der United States Navy, der im September 1979 in Dienst gestellt wurde. Das Schiff blieb 26 Jahre bis im September 2005 im Einsatz und war die letzte ausgemusterte Einheit der Spruance-Klasse. Am 14. Juli 2008 wurde die Cushing als Zielschiff versenkt.

## Geschichte
Die Cushing wurde am 15. Januar 1974 als 23. Schiff der Spruance-Klasse in Auftrag gegeben und am 2. Februar 1977 in der Werft von Ingalls Shipbuilding auf Kiel gelegt. Der Stapellauf erfolgte am 17. Juni 1978. Am 21. September 1979 konnte das Schiff in San Diego in Dienst gestellt werden, nachdem es zuvor seine Bauwerft wegen des Hurrikans Frederic verlassen musste und mit einem Teil seiner zukünftigen Besatzung sowie Mitarbeitern der Werft im Golf von Mexiko ankerte.
Die Cushing gehörte der United States Pacific Fleet an und wurde zum Flaggschiff der Destroyer Squadron 31 zur U-Boot-Bekämpfung. Während der 1990er Jahre diente das Schiff als Testobjekt für Stabilisatoren des Carderock Division of the Naval Surface Warfare Center, welche tatsächlich eine Verbesserung des Seeverhaltens darstellten und daher in der nachfolgenden Arleigh-Burke-Klasse Einzug fanden.
Im Rahmen einer Umstrukturierung wechselte die Cushing im Jahr 1995 zur Destroyer Squadron 5. 1996 wurde der Prototyp eines neuen Erkennungssystems zur Minenbekämpfung an Bord installiert. Im selben Jahr fanden Übungen mit dem Flugzeugträger Kitty Hawk statt. 1997 folgten Übungen im Persischen Golf.
Im März 1998 wurde Yokosuka der neue Heimathafen des Schiffes, das zuvor seit 1991 in Pearl Harbor stationiert war. Es folgten vier Übungseinsätze im westlichen Pazifik sowie einer im Südatlantik. Im selben Jahr nahm die Cushing an der Übung CARAT 98 teil, bei der Marinestreitkräfte mehrerer Länder Südostasiens anwesend waren.
Im März 1999 absolvierte das Schiff Übungen mit der United States Seventh Fleet. Im selben Jahr war es Teil des multinationalen Seemanövers Tandem Thrust 99, bei dem der ausgemusterte Leichte Kreuzer Oklahoma City versenkt wurde.
Die letzten Dienstjahre verbrachte die Cushing mit weiteren Übungseinsätzen. Als letzte Einheit der Spruance-Klasse wurde das Schiff am 21. September 2005 auf den Tag genau 26 Jahre nach Indienststellung ausgemustert und in die Reserveflotte überführt. Ein geplanter Verkauf in die Türkei kam nicht zustande. Stattdessen wurde die Cushing am 14. Juli 2008 im Rahmen eines RIMPAC-Manövers gemeinsam mit anderen ausgemusterten Einheiten der Spruance-Klasse sowie der USS Horne als Zielschiff versenkt.